# Gran Terminal Nacional de Transporte
La Gran Terminal Nacional de Transporte (conocida también como Terminal de Albrook) es la principal terminal de buses de Panamá, ubicada en Albrook (corregimiento de Ancón), en la zona oeste de la capital panameña. El terreno fue antiguamente parte de la base aérea estadounidense de Albrook, revertido tras los Tratados Torrijos-Carter. Tiene una circulación anual de 55 millones de personas.
Con una extensión de 70 000 m², la terminal fue inaugurada el 15 de agosto de 2000 con un costo de 25 millones de balboas  y reúne las principales rutas de la ciudad capital (a través del sistema Metrobús) con rutas interprovinciales e internacionales (conexiones al resto de Centroamérica y México). Desde 2014 la terminal también tiene una conexión directa con la Línea 1 del metro de Panamá (vía estación de Albrook).
La terminal funciona las 24 horas al día y posee varias instalaciones entre ellas 56 locales comerciales, 39 quioscos y 21 restaurantes. Además, tiene una conexión directa con el centro comercial Albrook Mall, que se ubica a lado de ella.

## Galería
|               |
| Plaza central |

|                                                     |
| Patio de buses y plataformas de abordaje (al fondo) |

|                                |
| Acceso a la estación del metro |

|                                                      |
| Llegada de unidad de Metrobus para transbordo urbano |